# Außenpolitik Aserbaidschans

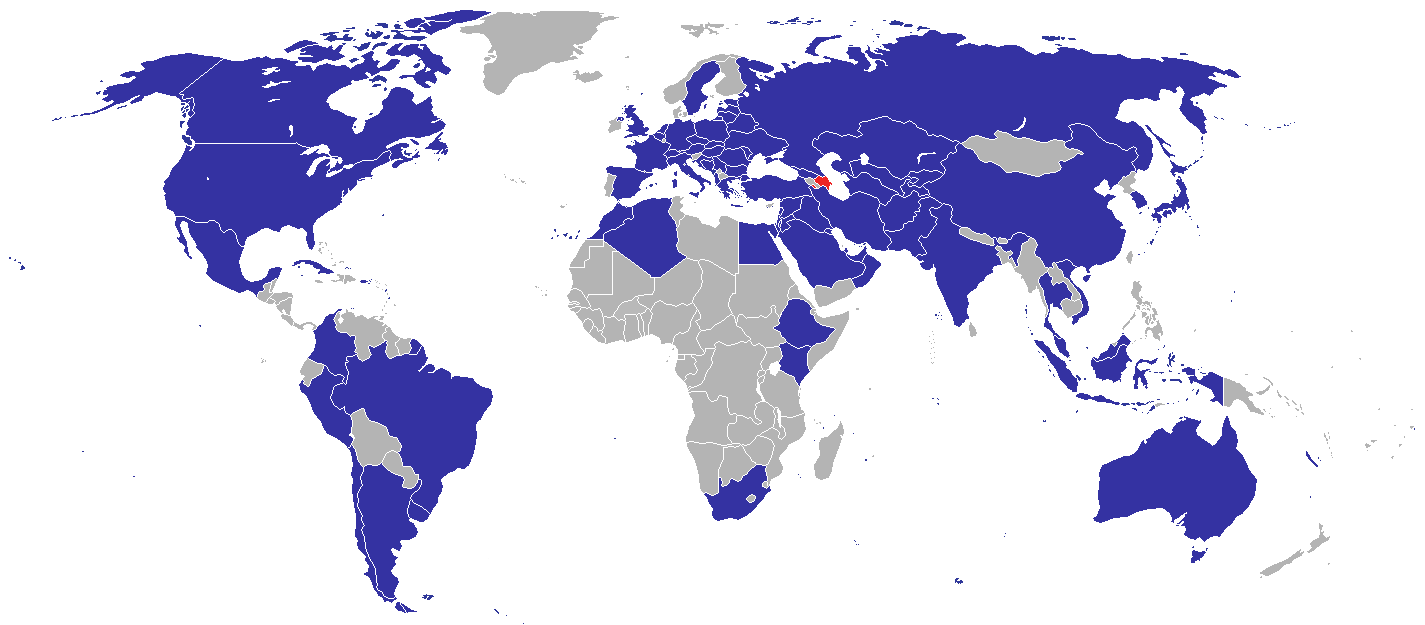
Aserbaidschan hat diplomatische Beziehungen zu 166 Ländern und Botschaften in 50 Ländern (blau)

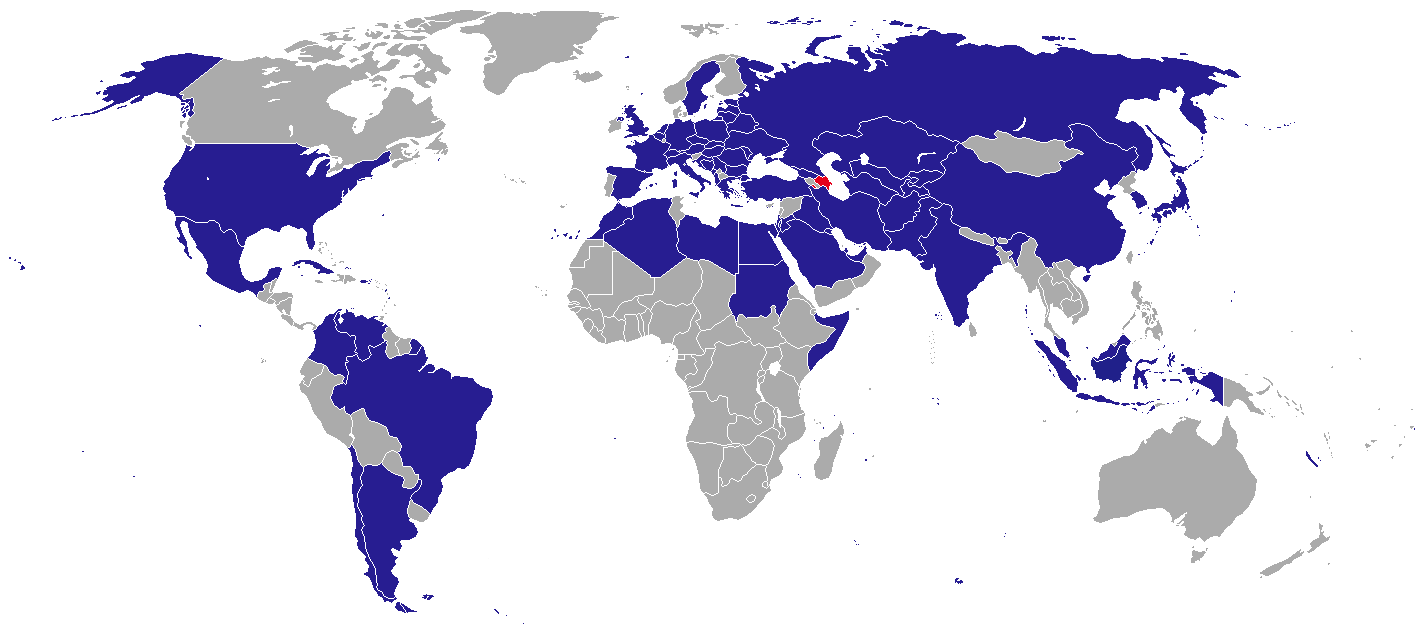
Staaten, die Botschaften in Aserbaidschan haben

Die Außenpolitik der Kaukasusrepublik Aserbaidschan befindet sich geopolitisch in einer Übergangslage zwischen den Interessensphären Osteuropa, Kaukasus, Naher Osten und Zentralasien. Es hat diplomatische Beziehungen mit 166 Ländern. Der aserbaidschanische Außenminister ist seit dem 16. Juli 2020 Jeyhun Bayramov und löst damit seinen Vorgänger Elmar Məmmədyarov ab, der seit 2. April 2004 das Amt bekleidete.

## Grundlagen der Außenpolitik
Aserbaidschan versteht sich selbst als Brücke zwischen Europa und Asien. Aufgrund seiner Lage zwischen Europa und Zentralasien sowie zwischen Russland und dem Nahen Osten wächst das Interesse an dem kleinen Land zunehmend. Sicherheitspolitisch ist das Land daher an guten Beziehungen zu seinen mächtigen Nachbarn Russland, Türkei und Iran interessiert, wirtschaftlich an guten Beziehungen zu den USA und Europa. Es strebt die Beendigung des Bergkarabachkonflikts und der damit verbundenen Besetzungen an.
In der geopolitischen Analyse Zbigniew Brzezińskis in seinem grundlegenden Werk Die einzige Weltmacht ist Aserbaidschan ein geopolitischer Dreh- und Angelpunkt von entscheidender Bedeutung: „Es ist gewissermaßen der Korken in der Flasche, die die Schätze des Kaspischen Beckens und Zentralasiens enthält.“ An seiner Unabhängigkeit entscheidet sich die Unabhängigkeit der zentralasiatischen Staaten und die Verfügungsgewalt über seine Ölvorkommen. Als unabhängiges Land, das durch eigene Pipelines mit dem Westen verbunden ist, wird es zum „Einfallstor“ zu den zentralasiatischen Republiken. „Fast wie im Fall der Ukraine ist auch die Zukunft Aserbaidschans und Zentralasiens für das Wohl und Wehe Russlands bestimmend.“
Hinsichtlich Aserbaidschan konkurrieren Iran und die Türkei um Einfluss. In Iran leben mehr Aseris als in Aserbaidschan. Aus Angst vor Separatismus sieht Iran die Souveränität Aserbaidschans kritisch.

## Mitgliedschaften in Organisationen
Die Republik Aserbaidschan ist Mitglied in folgenden internationalen Institutionen und Organisationen:
- EBRD
- Europarat
- GUS
- GUAM
- IWF
- NATO-Partnerschaft für den Frieden
- OSZE
- Schwarzmeer-Wirtschaftskooperation
- UNO
- OIC
- Weltbank
- OATCT
- Türksoy
- Organisation der Turkstaaten

## Postsowjetische Länder

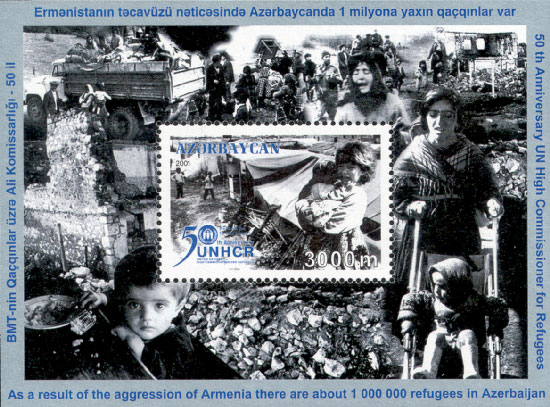
Bild zum 50. Jahrestag der UN-Flüchtlingskonvention sowie über die aserbaidschanischen Flüchtlinge aus Bergkarabach

### Beziehungen zu Russland
Die ehemalige Sowjetrepublik Aserbaidschan sieht Russlands Einfluss im Kaukasus als Schlüssel zur Lösung des Konflikts mit Armenien, da sich Russland als Schutzmacht Armeniens betrachtet. Deshalb verfolgte das Land unter Heydər Əliyev eine Verbesserung der Beziehungen zur Russischen Föderation, die sein Sohn und Nachfolger İlham Əliyev fortsetzt. Der Bau der BTC-Pipeline unter Ausschluss Russlands belastete allerdings die Beziehungen wieder etwas. In den letzten Jahren entwickelten sich die russisch-aserbaidschanischen Beziehungen zu einer strategischen Partnerschaft. In strittigen politischen Fragen gehen beide Seiten von der pragmatischen Position aus und setzen auf politischen Dialog. Im Falle der Krim-Annexion unterstützte bspw. Baku die territoriale Integrität der Ukraine. Dagegen macht Moskau aus seiner Rückendeckung für Armenien im Berg-Karabach-Konflikt kein Hehl. Einer verstärkten zwischenstaatlichen Zusammenarbeit scheint diese Gewissheit nicht im Wege zu stehen.

### Beziehungen zu Armenien
Der Präsident Aserbaidschans, İlham Əliyev, bezeichnete das Territorium seines westlichen Nachbarlandes Armenien als „altes türkisches und aserbaidschanisches Gebiet“. Aserbaidschan befindet sich mit der Republik Armenien zudem in einer langdauernden Auseinandersetzung um Bergkarabach, ein Gebiet auf aserbaidschanischem Territorium, das mehrheitlich von Armeniern bewohnt wird, sich 1991 für unabhängig erklärte und inzwischen durch armenische Streitkräfte besetzt wurde. Die Beziehungen zu Armenien sind trotz des seit 1994 andauernden Waffenstillstands naturgemäß sehr gespannt. Da Aserbaidschan seit kurzem über die Baku-Tiflis-Ceyhan-Pipeline Öl nicht mehr nur über Russland exportieren kann, besitzt es die Finanzkraft, um mittelfristig ein militärisches Übergewicht zu erlangen. Die beiden Staaten haben keine diplomatischen Beziehungen zueinander und befinden sich heute noch im Kriegszustand miteinander. Aserbaidschan droht immer wieder die militärische Eroberung der Republik Bergkarabach (Arzach) an. Auch die Einreise und der Transit von armenischen Staatsbürgern und allen anderen ausländischen Staatsbürgern armenischer Abstammung ist nicht gestattet.

### Beziehungen zu Georgien
Historisch betrachtet pflegen Aserbaidschan und Georgien enge politische und wirtschaftliche Kontakte zueinander. Am 18. November 1992 wurden die diplomatischen Beziehungen zwischen beiden Ländern etabliert. Die politische Zusammenarbeit beruht im Sinne des Völkerrechts auf dem Prinzip der gegenseitigen Anerkennung der territorialen Integrität und Souveränität der Staaten. Die treibende Kraft der partnerschaftlichen Kooperation im ökonomischen Bereich bildet der Energiesektor, wobei beide Seiten sich an der Umsetzung vieler Energieprojekte mit überregionaler Bedeutung beteiligen. Neben den fertiggestellten Leitungen wie Baku-Supsa, Baku-Tiflis-Ceyhan Öl- und Baku-Tiflis-Erzurum Gaspipelines treibt man zudem gemeinsam die Implementierung weiterer Großprojekte wie die TANAP (Transanatolische Pipeline) und TAP (Trans-Adria-Pipeline) im „Südlichen Energiekorridor“, welche die Energiesicherheit der beteiligten Akteure in absehbarer Zukunft garantieren sollen, voran. Der staatliche aserbaidschanische Energiekonzern SOCAR gilt als einer der größten Investoren in Georgien.

## Naher Osten

### Beziehungen zu Iran
Auf iranischem Gebiet lebt eine große aserbaidschanische Minderheit. Aufgrund des Konfliktes mit Armenien führt außerdem die einzige Landverbindung des aserbaidschanischen Kernlandes zur Enklave Nachitschewan über iranisches Territorium. Aserbaidschan ist deshalb an guten Beziehungen zu seinem südlichen Nachbarn interessiert und unterstützt Iran auch im Streit um das iranische Atomprogramm, indem die Regierung mehrfach öffentlich erklärte, dass Iran wie jeder souveräne Staat ein Recht auf zivile Nutzung der Kernenergie habe. Es gibt aber auch strittige Fragen.
Im Juli 2001 kam es beinahe zu einer militärischen Eskalation zwischen beiden Ländern, als iranische Kriegsschiffe ein aserbaidschanisches Ölforschungsschiff zum Rückzug aus einer Lagerstätte, die innerhalb des von Iran beanspruchten Anteils des Kaspischen Meeres liegt, zwangen. Kurz darauf begannen iranische Militärflugzeuge, den aserbaidschanischen Luftraum zu verletzen. Erst nachdem die Türkei sich in den Zwischenfall eingemischt und ihre Luftwaffe an die Region geschickt hatte, setzte die iranische Seite auf Deeskalation.
Im Jahr 2012 verschlechterten sich die aserbaidschanisch-iranischen Beziehungen erneut dramatisch. Im März berichtete die Zeitschrift Foreign Policy auf dem Höhepunkt der Auseinandersetzungen um das iranische Atomprogramm mit Verweis auf hochrangige US-Militärexperten, die israelische Luftwaffe habe sich angeblich Zugang zu einem Militärflugplatz 50 Kilometer nördlich von Baku verschaffen, von wo aus Angriffe auf iranische Stellungen gestartet werden sollten. Ein Sprecher des aserbaidschanischen Verteidigungsministeriums wies diese Meldung entschieden zurück und betonte, vom aserbaidschanischen Territorium aus dürfe es keine militärischen Aktionen gegen die Islamische Republik Iran unternommen werden. Nur drei Monate später spitzten sich die Spannungen zwischen beiden Ländern unmittelbar vor dem Beginn des Eurovision Song Contest wieder zu. Das Mullah-Regime warf dem Gastgeberland Aserbaidschan vor, mit der Ausrichtung des ESC den Islam beleidigt zu haben. Der iranische Botschafter in Baku wurde daraufhin zurückbeordert. Gleichzeitig wurde der aserbaidschanische Gesandte in Teheran ins Außenministerium einbestellt. Iranische Geistliche beschuldigten die aserbaidschanische Seite außerdem, die Demonstration der Homosexuellen genehmigt zu haben, was jedoch in Wirklichkeit nie stattfand.

### Beziehungen zu Israel
Aserbaidschan hat als eines der wenigen islamisch geprägten Länder Israel anerkannt und baut diplomatische Beziehungen zu Israel auf, obwohl Aserbaidschan auch sehr gute Beziehungen zu Iran hat. Die wirtschaftlichen Beziehungen sind ebenfalls eng, meist im Bereich der Energiepolitik. Neben der Türkei ist Aserbaidschan das einzige mehrheitlich muslimische Land, das mit Israel im Bereich der Sicherheitspolitik zusammenarbeitet. Israel unterstützt Aserbaidschan unter anderem mit Waffen. Während seines offiziellen Besuches in Baku im April 2012 würdigte der israelische Außenminister Avigdor Lieberman den Stand der bilateralen Beziehungen: „Aserbaidschan ist für Israel viel wichtiger als Frankreich“. Im April 2013 war Elmar Mammadyarov der erste Außenminister der Republik Aserbaidschan überhaupt, der Israel einen offiziellen Besuch abstattete. Bei den Gesprächen ging es hauptsächlich um die Eröffnung der aserbaidschanischen Botschaft in Israel. Im Dezember desselben Jahres wurde im Rahmen der Busan Partnership for Effective Development Cooperation das „Israelisch-Aserbaidschanische Forum“ ins Leben gerufen.

## Westliche Länder

### Beziehungen zu den USA
Ähnlich wie Georgien stellt Aserbaidschan eine geostrategische Schlüsselposition für die USA in der Region dar. Die USA gelten als wichtiger strategischer Partner Aserbaidschans. Zum einen wollen sich die Amerikaner über Aserbaidschan einen Zugang zu den Energiereserven des Kaspischen Meeres unter Umgehung Russlands sichern, zum anderen ist Aserbaidschan aufgrund seiner Nähe zum Irak und zu Iran auch von militärischer Bedeutung für die USA.

### Beziehungen zur Europäischen Union
Aserbaidschan ist Mitglied des Europarats und auf diese Weise seit 2001 in die europäischen Strukturen eingebunden. Mit der EU ist das Land über die Europäische Nachbarschaftspolitik (ENP) mit Aktionsplänen verbunden. Aserbaidschan erhält im Rahmen der ENP vor allem finanzielle und wirtschaftliche Unterstützung. Im Mai 2009 trat das Land zusammen mit den fünf ehemaligen Sowjetrepubliken Armenien, Georgien, Moldawien, Ukraine und Weißrussland der Östlichen Partnerschaft bei.
Der parlamentarische Kooperationsausschuss zwischen Aserbaidschan und der EU, dem beiderseitig hochrangige Politiker angehören, hält einen Beitritt Aserbaidschans zur EU für möglich. Wirtschaftlich betrachtet ist Aserbaidschan ein wichtiger Partner der EU, da die EU-Staaten der größte Abnehmer aserbaidschanischen Erdöls sind.

## Beziehungen zur Türkei
Aserbaidschan hat ein besonderes Verhältnis zum westlichen Nachbarland Türkei. Es bestehen enge Verbindungen hinsichtlich Kultur, Sprache, Geschichte und Wirtschaft. So sind die Türkei und Aserbaidschan wirtschaftlich vor allem durch die BTC-Pipeline miteinander verbunden. Die Türkei ist besonders an den Erdölvorkommen im Kaspischen Meer interessiert. Beide Länder zählen zu den sogenannten Turkstaaten und sind Mitglieder der Organisation der Turkstaaten. Die Türkei unterstützt Aserbaidschan auch militärisch gegen Armenien, so sind zahlreiche türkische Militärberater in Aserbaidschan tätig (siehe Azərbaycan Silahlı Qüvvələri). Die Türkei und Aserbaidschan unterzeichneten 2010 die „Vereinbarung über strategische Partnerschaft und gegenseitige Unterstützung“. Gemäß den Vertragsbedingungen werden sich sowohl die Türkei als auch Aserbaidschan im Falle eines militärischen Angriffs oder einer Aggression gegen eines der beiden Länder gegenseitig „mit allen Möglichkeiten“ unterstützen. Im Krieg um Bergkarabach 2020 waren türkische Drohnen vom Typ Bayraktar TB2, für den Sieg Aserbaidschans von großer Bedeutung. Am 13. August 2020 trat ein Gesetz in Kraft, das es Bürgern der Türkei und Aserbaidschans ermöglicht, bei gegenseitigen Besuchen visumfrei zu reisen.

## Beziehungen zur NATO
Die bilateralen Beziehungen zwischen Aserbaidschan und NATO fangen kurz nach der Auflösung der Sowjetunion, der Erlangung der Unabhängigkeit Aserbaidschans und mit der Aufnahme Aserbaidschans in den Nordatlantischen Kooperationsrat dieser Organisation im März 1992 an. Am 23. November 2017 traf sich NATO-Generalsekretär Jens Stoltenberg mit dem Präsidenten Aserbaidschans, İlham Əliyev im Königreich Belgien. Jens Stoltenberg lobte die Teilnahme Aserbaidschans an friedenserhaltenden Missionen im Kosovo und in Afghanistan. Aserbaidschan und die NATO kooperieren im Rahmen der Partnerschaft für den Frieden.